# Louise Otto
Louise Otto (30 agosto 1896 – 9 marzo 1975) è stata una nuotatrice tedesca.

## Palmarès

### Olimpiadi
- Argento a Stoccolma 1912 nella staffetta 4x100 metri stile libero.